# Вризенвен
Вризенвен (на нидерландски: Vriezenveen) е град в източна Нидерландия, част от община Твентеранд на провинция Оверейсел. Населението му е коло 13 000 души (2006).
Разположен е на 9 метра надморска височина в Средноевропейската равнина, на 10 километра югозападно от границата с Германия и на 20 километра северозападно от Хенгело. Селището се споменава за пръв път през 1364 година, а през XVIII-XIX век поддържа активни търговски връзки с руската столица Санкт Петербург, където живее общност от вризенвенски търговци.